# Филипп дю Бек-Креспен
Филипп дю Бек-Креспен (фр. Philippe du Bec-Crespin; 1519 — 10 января 1605) — французский церковный деятель, архиепископ и герцог Реймсский, примас Бельгики (primat de Gaule-Belgique), пэр Франции, командор ордена Святого Духа.

## Биография
Второй сын Шарля дю Бек-Креспена, сеньора де Бурри, вице-адмирала Франции, и Мадлен де Бовиллер-Сент-Эньян, дамы дю Плесси.
Первоначально декан церкви Сен-Морис в Анже, в 1559 году был избран епископом Ванна, после отстранения Себастьена де Лобепина. Участвовал в Тридентском соборе, где продемонстрировал эрудицию и благочестие. В 1566 переведён на кафедру Нанта.
Был приближенным королей Генриха III и Генриха IV, стал руководителем королевской капеллы. Представлял епископа и герцога Ланского на коронации Генриха IV 27 февраля 1594 в Шартрском соборе. 25 июля того же года назначен королем на должность архиепископа Реймса, а 7 декабря 1595 пожалован в командоры ордена Святого Духа.
Близость Филиппа дю Бека к королевской власти вызывала сильную ненависть к этому прелату со стороны Католической лиги, обвинявшей его в связях с кальвинистами.
В 1601 году был частично парализован и просил назначить коадъютора для управления епархией. Умер в 1605 году в возрасте 85 лет.